# Mercedes-Benz AA Vision
Mercedes-Benz AA (All Activity) Vision ist ein Konzeptfahrzeug von Mercedes-Benz, das 1996 vorgestellt wurde und als Mercedes-Benz W 163 4ETS von 1997 bis 2005 als Serienmodell gebaut wurde.

## Präsentation
AA Vision wurde im Januar 1996 auf der North American International Auto Show in Detroit im Bundesstaat Michigan, der größten Automobilausstellung der Vereinigten Staaten, vorgestellt. Das Ziel von Mercedes-Benz war, ein Sport Utility Vehicle (SUV) mit „großem Fahrkomfort für anspruchsvolle Kunden“ zu produzieren. Mercedes-Benz stellte das Fahrzeug bei dieser Autoshow aus, da Nordamerika den größten Markt für komfortable Geländewagen biete. Konstruiert wurde das Fahrzeug im Mercedes-Benz Werk Sindelfingen und in Irvine im Bundesstaat Kalifornien. Die Abkürzung AA steht für „All Activity“ und umreiße das Einsatzspektrum des Autos: Ob Asphalt oder Gelände, Stadt oder Land, Beruf oder Freizeit, AA Vision sei jeder Situation gewachsen.

## Merkmale
Ein Merkmal des Fahrzeugs war ein elektronisch gesteuerter Allradantrieb, der 1997 beim Mercedes-Benz W 163 4ETS serienmäßig eingebaut wurde. Weitere Besonderheiten waren eine variable Inneneinrichtung, zwei Sonnendächer, ein Navigationssystem sowie ein Autotelefon mit Freisprecheinrichtung und Bedienung über Lenkradtasten.
Von bisherigen SUV-Fahrzeugen unterscheide sich AA Vision durch „höheren Komfort“ und „besserem Fahrverhalten“; Mercedes-Benz hatte das Fahrzeug so konstruiert, weil „künftige Kunden anspruchsvoller seien“. Die Karosserie wirke – anders als bei bisherigen SUVs – aus einem Guss. Die Front – geneigte Fahrzeugscheinwerfer und Mercedes-Stern – wirke eigenständig und modern. Mit breiten Kotflügeln wirke AA Vision stämmig und widerstandsfähig.
Die kurzen Überhänge an Front und Heck würden steile Böschungswinkel im Gelände ermöglichen. Die Aerodynamik soll den Treibstoffverbrauch senken und Windgeräusche vermindern. Am Dach ist ein Autogepäckträger für Fahrräder, Surfbretter und Snowboards und an der hinteren Stoßstange eine versenkbare Anhängerkupplung angebracht.
Die Autolautsprecher von Bose Corporation können gedreht werden, um Musik außerhalb des Fahrzeugs hören zu können. Der Laderaum biete viel Platz für Ausrüstung und Gepäck. In der Sonnenblende befindet sich das Mikrofon der Freisprecheinrichtung.
Die Karosserie befindet sich auf einem Starrrahmen; neben zwei Frontairbags weist das Fahrzeug zwei Seitenairbags auf – 1996 noch nicht Standard. Sicherheit bieten ein Antiblockiersystem (ABS) sowie die Fahrdynamikregelung (Elektronisches Stabilitäts-Programm, ESP).
Eine Neuigkeit ist der permanente Allradantrieb, der elektronisch gesteuert wird: Fehlende Haftreibung an einem Rad würde erkannt und das Drehmoment so auf die übrigen Räder verteilt, dass eine optimale Traktion erzielt würde. Im Gegensatz zu anderen Allradantrieben habe AA Vision runde Einzelradaufhängungen, was zu gutem Federungskomfort führen soll.

## Serienproduktion
AA Vision ging unter 4ETS in der Klasse Mercedes-Benz W 163 in Serie, Designelemente wurden vom Konzeptfahrzeug übernommen. Das Serienmodell wurde im Mercedes-Benz-Werk Tuscaloosa im Bundesstaat Alabama produziert. Mehr als zwei Drittel der Komponenten stammen aus Nordamerika; die Motoren und das Getriebe stammen aus Deutschland.
Durch die Mercedes-Benz M-Klasse (im Speziellen der Mercedes-Benz W 163 als Nachfolger von AA Vision) verzichtete Mercedes-Benz erstmals auf „ernsthafte Geradlinigkeit“ und die „absolute Offroad-Kompetenz“, wie sie bei der Mercedes-Benz G-Klasse üblich ist. Dadurch wurden vor allem in den Vereinigten Staaten neue Käufer erschlossen.